# Папа рельена

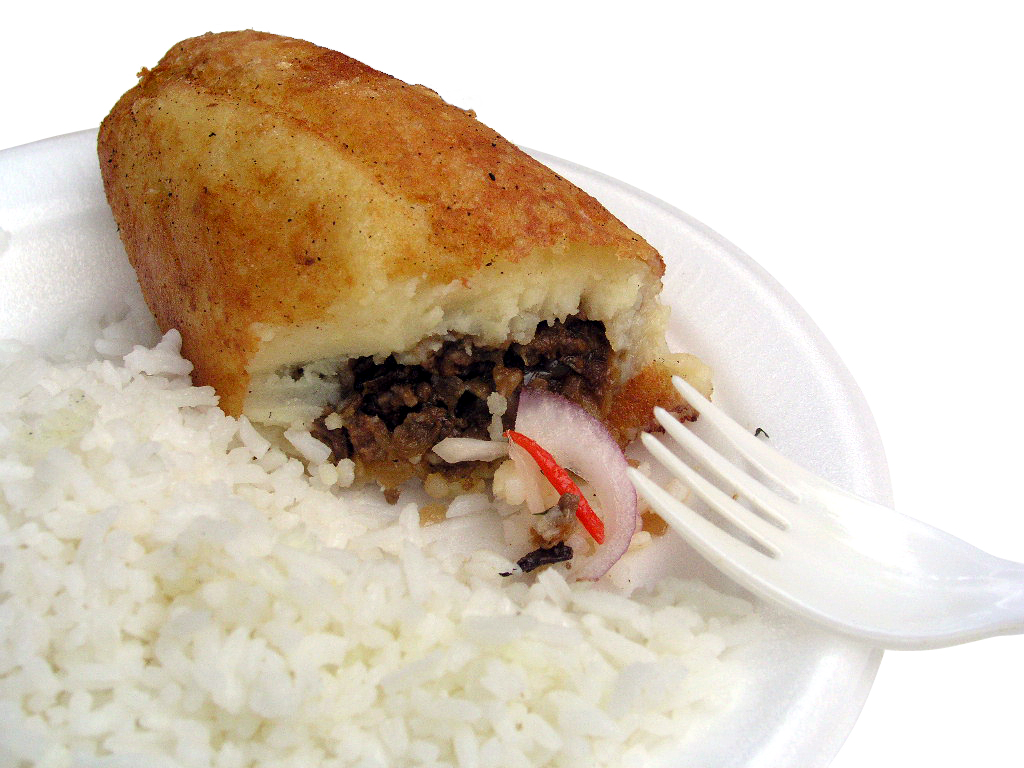
Папа реллена

Па́па релье́на (исп. papa rellena — «наполненный картофель») — карибское блюдо, состоящее из картофельного пюре, наполненного рубленным мясом, приправленным специями, и после наполнения обжаренным. Рецепты начинки блюда в разных странах могут различаться.
Классический рецепт:
- Готовится картофельное пюре.
- Фарш с добавлением капусты, риса, варёных яиц и лука обжаривается.
- Из пюре делается лепешка, нашпиговывается начинкой, скатывается в шар, обваливается в сухарях.
- Обжаривается в масле.

Блюдо довольно сильно распространено в США в городах с большой карибской диаспорой, таких как Майами и Тампа.